# Fredrik Adolf von der Pahlen
Fredrik Adolf von der Pahlen, född 1653, död juli 1709 i Weronitz, var en svensk friherre och militär.

## Biografi
Fredrik Adolf von der Pahlen föddes 1653. Han var son till överstelöjtnant Johan von der Pahlen och Elisabet Christina Catharina von Rosen. von der Pahlen blev 1677 kornett vid Lylands och Tavastehus läns kavalleriregemente, 1677 kaptenlöjtnant vid regemente och 3 juni 1678 ryttmästare. Tillsammans med sina bröder upphöjdes han 18 oktober 1679 till friherre och introducerades i Sveriges Riddarhus 1680 som nummer 75. Han blev 30 mars 1701 major och 17 oktober 1706 överstelöjtnant. von der Pahlen tog tillfånga i Perevolotjna 1 juli 1709. Han avled i juli 1709 i Weronitz.

### Egendom
von der Pahlen ägde Porlom i Lappträsks socken och Idlaks i Pernå socken.

### Familj
von der Pahlen gifte 1688 med Sofia Helena Forbes, dotter till översten Ernst Johannes Forbes och Christina Boije af Gennäs. De fick tillsammans barnen Christina von der Pahlen (1689–1721) som var gift med ryttmästaren Johan Ramsay, Anna Helena von der Pahlen (1690–1708), Sofia von der Pahlen (1691–1743), löjtnanten Johan Adolf von der Pahlen (1693–1714) vid Björneborgs regemente, Barbro Juliana von der Pahlen (1694–1769) som var gift med majoren Johan Anders Jägerhorn af Spurila, underlöjtnanten Ernst Gustaf von der Pahlen (1695–1719), Carl Alexander von der Pahlen (1696–1699), Fredrik Bogislaus von der Pahlen (1697–1772) och löjtnanten Anders Johan von der Pahlen (1697–1762).